# نادي فاردار

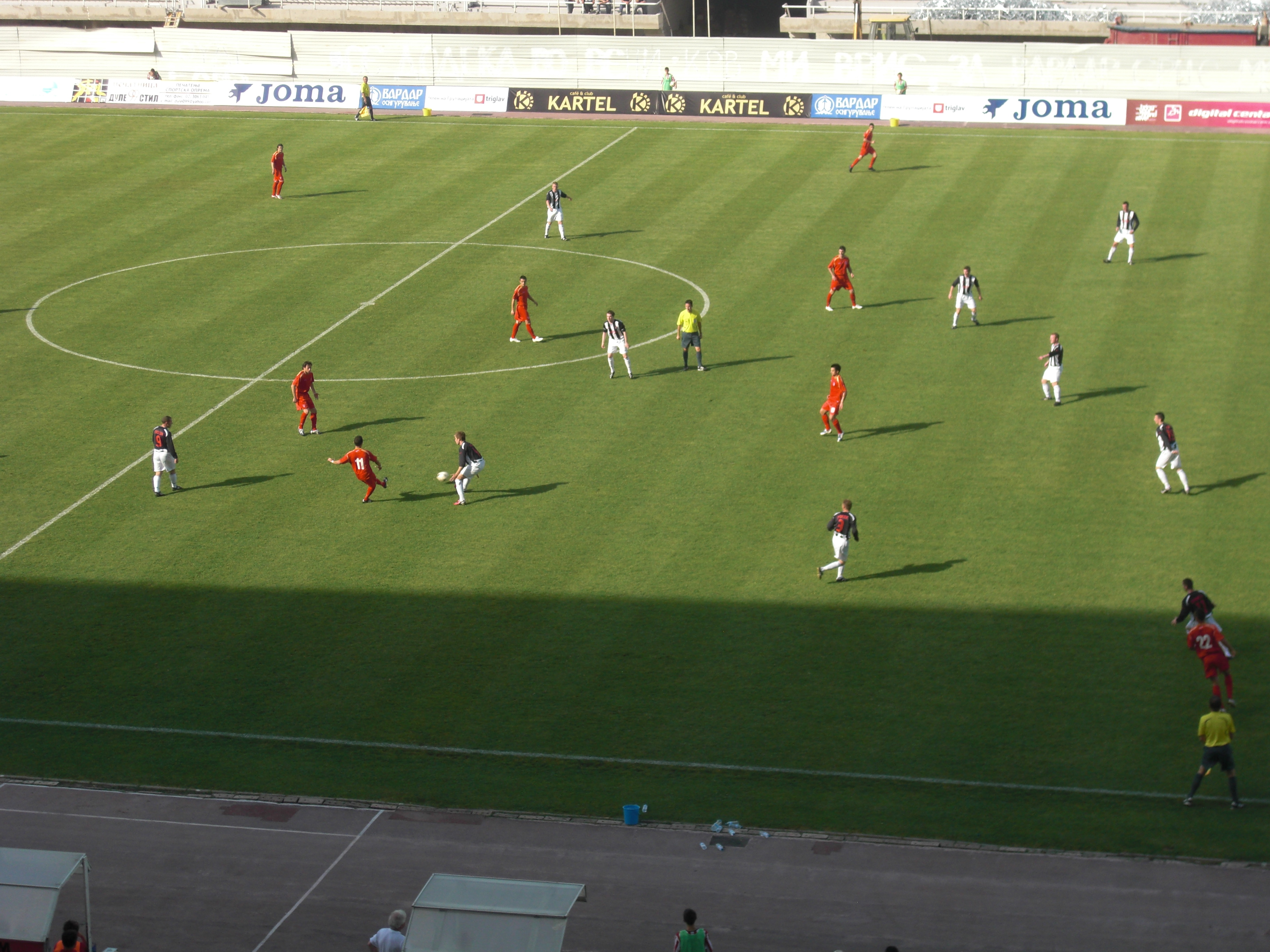

نادي فاردار (بالمقدونية:ФК Вардар Cкoпje) هو نادي كرة قدم مقدوني مقره في العاصمة سكوبيه. وهو أحد أندية الدوري المقدوني لكرة القدم. تم تأسيسه في تاريخ 22 يوليو 1947. يلعب الفريق مبارياته المنزلية على ملعب فيليب الثاني أرينا.

## ملعب فيليب الثاني أرينا
ملعب فيليب الثاني أرينا هو الملعب الرئيسي للنادي ويتسع لجلوس 33,460. يخوض المنتخب المقدوني أيضاً مبارياته عندما يلعبها على أرضه. كانت تكلفة إنشاء الملعب حوالي ملياري دينار أو 32 مليون يورو.

## وصلات خارجية
- الموقع الرسمي (بالمقدونية)
- اتحاد مقدونيا لكرة القدم (بالمقدونية) (بالإنجليزية)